# آل ديفيس (ملاكم)
آل ديفيس (بالإنجليزية: Al Davis)‏ مواليد 26 يناير 1920 في بروكلين، نيويورك، الولايات المتحدة - الوفاة 21 نوفمبر 1945، كان ملاكم أمريكي سابق صنّف ضمن فئة وزن الوسط.

## إحصائيات
خاض خلال مسيرته 79 نزالا، فاز في 65 وتعادل في 4 وخسر في 10. فاز بالضربة القاضية في 46 نزالا.

## روابط خارجية
- آل ديفيس على موقع بوكس ريك (الإنجليزية) (registration required)